# Związek Kontroli Dystrybucji Prasy
Związek Kontroli Dystrybucji Prasy (ZKDP) – była organizacja non-profit zrzeszająca przedstawicieli wydawców prasy, agencji reklamowych, ogłoszeniodawców oraz innych firm aktywnych na rynku prasowym, działająca od czerwca 1994 roku do grudnia 2019 (w 2020 zadania związku zostały przejęte przez spółkę Polskie Badania Czytelnictwa). Głównym zadaniem Związku było dostarczanie obiektywnych informacji o nakładach i rozpowszechnianiu zarejestrowanych tytułów prasowych, a także ich cyfrowych emanacji (e-wydania, dostępy cyfrowe za paywallem).

## Historia
Idea powstania ZKDP narodziła się 23 lipca 1993 roku, kiedy to Dariusz Fikus (ówczesny redaktor naczelny Rzeczpospolitej, później pierwszy prezes Związku) w liście skierowanym do szeregu redakcji zachęcał do utworzenia instytucji na wzór DC (Diffusion Contrôle) – francuskiego biura kontroli dystrybucji prasy. Pomysł ten odpowiadał na potrzeby polskiego rynku prasowego, którego oblicze w latach 90. zmieniło się diametralnie za sprawą wprowadzenia reguł gospodarki rynkowej. Coraz istotniejszym źródłem finansowania pism stawały się bowiem reklamy. Brak rzetelnych informacji o nakładach i zwrotach publikowanych pism prowadził do licznych nieporozumień pomiędzy wydawcami a ogłoszeniodawcami i agencjami reklamowymi.
W skład grupy założycielskiej, która zawiązała się jesienią 1993 roku, weszli przedstawiciele wydawców: Expressu Wieczornego, Gazety Wyborczej, Przeglądu Sportowego, Rzeczpospolitej, Super Expressu, Trybuny, Życia Warszawy, Twojego Stylu, Wprost, a także wydawnictw Jahr Verlag i Polskapresse. List intencyjny w sprawie powołania Instytutu Kontroli Nakładu Prasy został podpisany 14 stycznia 1994 roku przez przedstawicieli 12 wydawców prasowych. 
1 czerwca 1994 roku, z inicjatywy Komitetu Założycielskiego w składzie: Elżbieta Ponikło – Rzeczpospolita, Cezary Windorbski – Twój Styl, Giuseppe Magri – Życie Warszawy, Związek Kontroli Dystrybucji Prasy został zarejestrowany w Sądzie Wojewódzkim w Warszawie. We wrześniu 1994 r. w Zjeździe założycielskim, któremu przewodniczył mec. Ludwik Żukowski, wzięło udział 37 członków. Uchwalono regulaminy kontroli, opłat członkowskich, wybrano Zarząd. Zatwierdzono także znak Związku – czapeczkę autorstwa Marka Zalejskiego (Studio Q).

## Członkostwo
Członkami ZKDP byli pracodawcy prowadzący działalność: wydawniczą, ogłoszeniową, reklamową, kolporterską lub internetową. Każdy pracodawca, który miał interes prawny lub ekonomiczny w posiadaniu stałego dostępu do danych udostępnianych przez ZKDP, mógł zostać członkiem Związku. Decyzję o przyjęciu nowych członków podejmował Zarząd, po złożeniu odpowiedniego wniosku i potwierdzeniu uiszczenia opłaty wpisowej.

## Działalność
ZKDP kontroluje wszystkie tytuły prasowe zarejestrowane przez członków. Każdy z nich co miesiąc deklaruje wysokość nakładu i rozpowszechniania danego tytułu prasowego.
Na stronie www.teleskop.org.pl publikowane są informacje o:
- nakładzie,
- sprzedaży egzemplarzowej i prenumeracie wydań drukowanych oraz e-wydań,
- sprzedaży dostępów cyfrowych,
- wysokości sprzedaży w podziale na mutacje cenowe (np. dla wydań z upominkiem),
- liczbie egzemplarzy rozdanych lub rozesłanych bezpłatnie,
- zwrotach,
- geograficznej strukturze rozpowszechniania (w podziale na województwa).

Dostęp do wszystkich danych posiadają członkowie ZKDP oraz osoby, które wykupiły abonament do programu Teleskop online (www.teleskop.org.pl). Związek publikuje również dane ogólnodostępne z podstawowymi informacjami o nakładzie i sprzedaży wszystkich zarejestrowanych tytułów.
Po zakończeniu roku audytorzy upoważnieni przez Zarząd weryfikują, w oparciu o dokumentację finansową, zadeklarowane przez wydawców dane.
Działalność ZKDP umożliwiała chronienie rynku prasowego i reklamowego w Polsce przed nieuczciwą konkurencją. Publikowane dane są rzetelnym punktem odniesienia, akceptowanym zarówno przez sprzedających, jak i kupujących powierzchnie reklamowe w prasie. Umożliwiają m.in. obiektywne ustalenie pozycji tytułu prasowego na tle konkurencji.

## Dodatkowe inicjatywy
- W 1997 roku ZKDP rozszerzył zakres swojej działalności o badanie czytelnictwa prasy. W celu wypracowania jednolitego standardu badań powołano spółkę Polskie Badania Czytelnictwa.
- ZKDP był organizatorem konferencji branżowych, adresowanych przede wszystkim do zrzeszonych wydawców, aby ułatwić dostosowanie do dynamicznie zmieniającej się sytuacji na rynku prasowym i nowych możliwości technologicznych[2].
- W czerwcu 2017 roku wystartowała aplikacja internetowa stworzona przez ZKDP – Prasa+ Siła Marki (www.prasaplus.pl). Jest to platforma prezentująca różne aktywności prasy na rynku medialnym. Prasa+ Siła Marki  gromadzi raporty poszczególnych tytułów prasowych zarejestrowanych w ZKDP. Raporty, które można pobrać w formacie PDF, integrują wieloźródłowe dane (ZKDP, Polskie Badania Czytelnictwa, Polskie Badanie Internetu czy Facebook), a także zawierają, uzupełnione przez wydawców, podstawowe informacje o tytułach i wydawnictwach. Co miesiąc publikowane są nowe raporty, dzięki czemu użytkownicy mają dostęp do najświeższych danych. System daje także możliwość tworzenia i zapisywania własnych zestawień analitycznych na podstawie dostępnych danych. Dostęp do aplikacji jest całkowicie bezpłatny[potrzebny przypis].

## Władze
Zjazd to najważniejszy organ ZKDP. Zjazd zwyczajny zwoływany był dwa razy w roku (w czerwcu i grudniu), a zjazd nadzwyczajny stosownie do potrzeb. Władze ZKDP, wybierane przez delegatów podczas Zjazdu, tworzą:
- Zarząd (9 osób) – prowadzi sprawy Związku zgodnie ze statusem i uchwałami Zjazdu, zarządza majątkiem i funduszami organizacji,
- Sąd Koleżeński (9 osób) – rozstrzyga spory pomiędzy członkami Związku oraz czuwa nad przestrzeganiem postanowień statutu i regulaminu kontroli.
- Komisja Rewizyjna (3 osoby) – prowadzi kontrolę gospodarki finansowej Związku oraz czuwa nad przestrzeganiem statutu, a także wykonaniem uchwał Zjazdu.

Kadencja wybieralnych organów Związku trwa dwa lata. Ich członków wybiera się w głosowaniu tajnym.
Biurem ZKDP w latach 2001-2019 kierowała Iwona Szczęsna, następnie dyrektorem został wybrany Waldemar Izdebski. Wykonuje prace odpowiadające zadaniom Związku, zlecone przez poszczególne organy ZKDP.

### Zarząd ZKDP[3]
Prezes – Renata Krzewska – TIME SA
Członkowie Zarządu:
- Jacek Bucholc – WRH Global Polska Sp. z o.o.
- Magdalena Gorzkowska – Ruch SA
- Łukasz Górka – Edipresse Polska SA
- Tomasz Kałuża – Burda Media Polska Sp. z o.o.
- Rafał Kamiński – Ringier Axel Springer Polska Sp. z o.o
- Piotr Ludwicki – Wydawnictwo Bauer Sp. z o.o., Spółka komandytowa
- Paweł Tyszkiewicz – Stowarzyszenie Komunikacji Marketingowej SAR
- Karol Wlazło – Polska Press Sp. z o.o., z ramienia Izby Wydawców Prasy.

## Tytuły kontrolowane
ZKDP kontrolowało 260 tytułów: 36 dzienników i 224 czasopisma (pisma ukazujące się rzadziej niż dziesięć razy w roku, miesięczniki, dwutygodniki, tygodniki).

## Członkowie
ZKDP liczyło 138 członków: 99 wydawców, 19 firm prowadzących działalność reklamową, 1 ogłoszeniodawca, 7 firm kolporterskich i 12 pozostałych przedsiębiorców.

## Współpraca międzynarodowa
Związek Kontroli Dystrybucji Prasy od 1996 roku należy do International Federation of Audit Bureau of Certification (IFABC). Federacja zrzesza biura kontroli nakładu i dystrybucji prasy z ponad 30 państw. Dzięki członkostwu ZKDP może obserwować trendy dominujące na światowym rynku mediów i reklamy, dzielić się tą wiedzą ze zrzeszonymi wydawcami, a także ma dostęp do danych o rynku mediowym i raportów organizacji światowych współpracujących z IFABC. W Zarządzie Federacji zasiada Iwona Szczęsna (Dyrektor Biura ZKDP w latach 2001-2019). Funkcję członka Zarządu IFABC pełniła w latach 2002-2004 oraz nieprzerwanie od roku 2006.